# Antinote
 (juillet 2019).
Antinote est un label français de musiques électroniques fondé en 2012 à Paris par Quentin Vandewalle et Gwen Jamois (Zaltan et Iueke),.
Il a notamment signé Domenique Dumont, Nico Motte, D.K. et Syracuse. Le label défend une ligne éditoriale éclectique, même si principalement axée sur les musiques électroniques,. En 2017 le label édite une compilation de morceaux de ses artistes, intitulée 5 years of loving notes.